# Paul Poirier (pattinatore)
Paul Poirier (Ottawa, 6 novembre 1991) è un danzatore su ghiaccio canadese.
Insieme con Vanessa Crone ha vinto una medaglia d'argento ai campionati mondiali juniores, il bronzo nella Finale Grand Prix 2010-11, e un altro bronzo ai Campionati dei Quattro continenti; i due hanno inoltre partecipato alle Olimpiadi di Vancouver 2010. Dal 2011 ha iniziato a danzare con Piper Gilles, vincendo insieme a lei due medaglia di bronzo al Campionato del mondo (2021 e 2023), una medaglia d'oro, due medaglie d'argento e una bronzo ai Campionati dei Quattro continenti, oltre ad avere disputato le Olimpiadi del Pyeongchang 2018 e del 2022.

## Biografia
È figlio di Debra Mendes de Franca e Marc Poirier. Nel 2015 si è laureato presso l'Università di Toronto conseguendo un bachelor of Arts in linguistica. Suo fratello ha giocato nella Ontario Hockey League.
Nel giugno 2021 ha fatto coming out come omosessuale.

### Carriera
Durante i suoi primi anni di carriera Poirier si è cimentato nel pattinaggio singolo, vincendo una medaglia d'argento ai campionati canadesi juniores, oltre a praticare il pattinaggio a coppie e la danza su ghiaccio insieme con Vanessa Crone a cui si è unito nel maggio 2001. Poirier e Crone disputano il loro primo evento Junior Grand Prix di danza su ghiaccio nel settembre 2005 in Andorra. Nel 2007 si laureano campioni canadesi juniores e lo stesso anno debuttano ai Mondiali juniores classificandosi noni; nella stagione successiva vincono la medaglia d'argento ai Mondiali juniores dietro la coppia statunitense Emily Samuelson / Evan Bates.
Nel corso della stagione 2008-09 Poirier e Crone fanno il loro debutto internazionale a livello senior, mancando il podio ai Campionati dei Quattro continenti con il quarto posto e piazzandosi al 12º posto ai Mondiali di Los Angeles 2009; durante la stessa stagione vincono la loro prima medaglia ai campionati nazionali canadesi terminando al secondo posto. Disputano le Olimpiadi di Vancouver 2010 concludendo al 14º posto nella danza su ghiaccio. L'annata seguente vincono la medaglia di bronzo nella Finale Grand Prix, il titolo nazionale, e un altro bronzo ai Campionati dei Quattro continenti. Nel giugno 2011, dopo dieci anni di attività insieme, Poirier e Crone annunciano la loro separazione.
Poirier inizia quindi a cercare una nuova compagna e contatta la statunitense Piper Gilles che nel luglio 2011 si trasferisce in Canada accettando di formare un nuovo sodalizio. Nel corso del loro primo anno, Poirier e Gilles non hanno potuto competere a livello internazionale perché la statunitense ha dovuto attendere di essere rilasciata dalla propria federazione. Durante la stagione 2012-13 Poirier e Gilles prendono parte allo Skate Canada e al Trophée Eric Bompard; disputano inoltre i Campionati dei Quattro continenti di Osaka 2013, piazzandosi al quinto posto, e giungono diciottesimi ai Mondiali di London 2013. Nel dicembre 2013 Gilles ottiene la cittadinanza canadese, avendo così l'opportunità di gareggiare alle Olimpiadi di Soči 2014 sotto la nuova bandiera. Durante la stagione olimpica la coppia si aggiudica la medaglia d'argento ai Campionati dei Quattro continenti, dietro Madison Hubbell e Zachary Donohue, ma, con Poirier reduce da un infortunio e con un quarto posto ottenuto ai campionati nazionali canadesi, i due non ricevono la convocazione per i Giochi olimpici. Si rifanno comunque quattro anni più tardi partecipando ai Giochi di Pyeongchang 2018, dove terminano al nono posto nella danza su ghiaccio.
Poirier e Gilles salgono per due volte consecutive sul podio dei Campionati dei Quattro continenti nel 2019 e nel 2020 ottenendo, rispettivamente, una medaglia di bronzo e un argento; nel gennaio 2020 si laureano inoltre campioni nazionali canadesi per la loro prima volta (secondo titolo nazionale complessivo per Poirier in carriera).

## Palmarès

### Con Gilles
| Internazionali | Internazionali | Internazionali | Internazionali | Internazionali | Internazionali | Internazionali | Internazionali | Internazionali | Internazionali | Internazionali | Internazionali | Internazionali | Internazionali | Internazionali |
| Evento | 2011–12        | 2012–13        | 2013–14        | 2014–15        | 2015–16        | 2016–17        | 2017–18        | 2018–19        | 2019–20        | 2020–21        | 2021–22        | 2022–23        | 2023-24        | 2024-25        |
| --- | -------------- | -------------- | -------------- | -------------- | -------------- | -------------- | -------------- | -------------- | -------------- | -------------- | -------------- | -------------- | -------------- | -------------- |
| Giochi olimpici invernali |                |                |                |                |                |                | 8°             |                |                |                | 7°             |                |                |                |
| Campionati mondiali |                | 18°            | 8°             | 6°             | 8°             | 8°             | 6°             | 7°             | C              | 3°             | 5°             | 3°             | 2°             | 2°             |
| Campionati dei Quattro continenti |                | 5°             | 2°             | 4°             | 5°             | 6°             |                | 3°             | 2°             | C              |                | R              | 1°             | 1°             |
| GP Finale |                |                |                | 5°             |                |                |                |                | 5°             |                | C              | 1°             | 3°             | 5°             |
| GP Cup of China |                |                |                |                |                |                |                |                |                |                |                |                | 1°             |                |
| GP della Finlandia |                |                |                |                |                |                |                |                |                |                |                | 1°             |                | 2°             |
| GP Trophée Eric Bompard |                | 6°             |                | 2°             | 2°             | 3°             |                | 3°             |                |                | 2°             |                |                |                |
| GP NHK Trophy |                |                | 5°             |                |                |                |                |                |                |                |                |                |                |                |
| GP Rostelecom Cup |                |                | 6°             |                |                |                | 4°             |                | 2°             |                |                |                |                |                |
| GP Skate America |                |                |                |                | 3°             |                | 4°             |                |                |                |                |                |                |                |
| GP Skate Canada |                | 4°             |                | 2°             |                | 3°             |                | 3°             | 1°             | C              | 1°             | 1°             | 1°             | 1°             |
| CS Autumn Classic |                |                |                | 2°             |                |                | 3°             |                | 1°             |                | 1°             |                |                |                |
| CS Golden Spin |                |                |                |                |                |                |                | 1°             |                |                |                |                |                |                |
| CS Nebelhorn Trophy |                |                |                |                |                | 3°             |                | 1°             |                |                |                |                |                |                |
| CS Ondrej Nepela Trophy |                |                |                |                | 1°             |                |                |                |                |                |                |                |                |                |
| U.S. Classic |                | 1°             |                |                |                |                |                |                |                |                |                |                |                |                |
| Nazionali |                |                |                |                |                |                |                |                |                |                |                |                |                |                |
| Campionati canadesi | 3°             | 2°             | 4°             | 2°             | 2°             | 3°             | 2°             | 2°             | 1°             | C              | 1°             | R              | 1º             | 1º             |
| SC Challenge | 1°             |                |                |                |                | 1°             |                |                |                | 1°             |                |                |                |                |
| Eventi a squadre |                |                |                |                |                |                |                |                |                |                |                |                |                |                |
| Giochi olimpici invernali |                |                |                |                |                |                |                |                |                |                | 4° S           |                |                |                |
| World Team Trophy |                |                |                |                |                |                |                |                |                |                |                | 6º S 3º P      |                | 5º S 2º P      |
| A = Assegnati; R = Ritirati; C = Evento cancellato; S = Risultato della squadra; P = Risultato personale. Medaglie assegnate solo per il risultato della squadra |                |                |                |                |                |                |                |                |                |                |                |                |                |                |

### Con Crone
| Internazionali                    | Internazionali | Internazionali | Internazionali | Internazionali | Internazionali | Internazionali |
| Evento                            | 2005–06        | 2006–07        | 2007–08        | 2008–09        | 2009–10        | 2010–11        |
| --------------------------------- | -------------- | -------------- | -------------- | -------------- | -------------- | -------------- |
| Giochi olimpici invernali         |                |                |                |                | 14°            |                |
| Campionati mondiali               |                |                |                | 12°            | 7°             | 10°            |
| Campionati dei Quattro continenti |                |                |                | 4°             |                | 3°             |
| GP Final                          |                |                |                |                | 6°             | 3°             |
| GP Trophée Eric Bompard           |                |                |                | 4°             |                |                |
| GP NHK Trophy                     |                |                |                |                | 3°             |                |
| GP Rostelecom Cup                 |                |                |                |                | 4°             |                |
| GP Skate America                  |                |                |                |                |                | 2°             |
| GP Skate Canada                   |                |                |                | 2°             |                | 1°             |
| Internazionali: Junior            |                |                |                |                |                |                |
| Campionati mondiali               |                | 9°             | 2°             |                |                |                |
| JGP Final                         |                |                | 4°             |                |                |                |
| JGP Andorra                       | 7°             |                |                |                |                |                |
| JGP Croazia                       |                |                | 1°             |                |                |                |
| JGP Norvegia                      |                | 3°             |                |                |                |                |
| JGP Romania                       |                |                | 1°             |                |                |                |
| JGP Taiwan                        |                | 5°             |                |                |                |                |
| Nazionali                         |                |                |                |                |                |                |
| Campionati canadesi               | 6° J           | 1° J           | 4°             | 2°             | 2°             | 1°             |
| J = Junior                        |                |                |                |                |                |                |

### Individuale maschile
| Internazionali      | Internazionali | Internazionali |
| Evento              | 2007–08        | 2008–09        |
| ------------------- | -------------- | -------------- |
| JGP Francia         |                | 10°            |
| Nazionali           |                |                |
| Campionati canadesi | 2° J           | 11°            |
| J = Junior          |                |                |